# Phragmocephala elliptica
Phragmocephala elliptica är en svampart som först beskrevs av Berk. & Broome, och fick sitt nu gällande namn av S. Hughes 1979. Phragmocephala elliptica ingår i släktet Phragmocephala, divisionen sporsäcksvampar och riket svampar.  Arten är reproducerande i Sverige. Inga underarter finns listade i Catalogue of Life.